# Антисемитизм в США

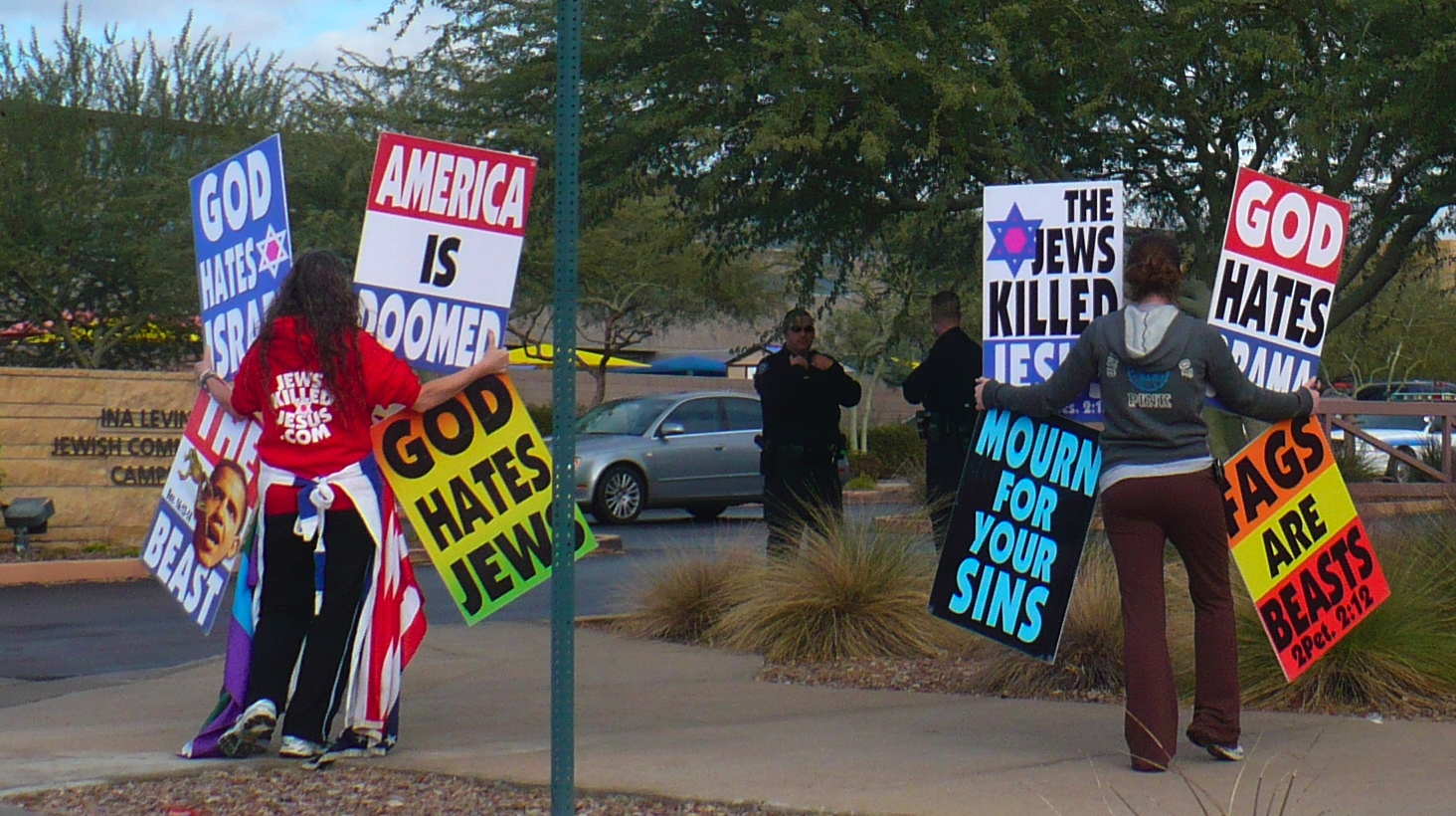
Члены Баптистской церкви Вестборо с антисемитскими плакатами («Бог ненавидит евреев» и др.) пикетируют еврейский общественный центр, 2010 год

Антисемитизм в США был и остаётся проблемой американских евреев в течение многих столетий, несмотря на то, что акты преследования евреев в США никогда не достигали такой силы и жестокости, как в Азии или Европе, где евреи пережили погромы и другие массовые акты насилия, что в итоге привело к Холокосту. Евреи населяли территорию современных США с колониальных времён, и до Второй мировой войны американский антисемитизм имел общую историю с традиционным американским расизмом, направленным против неанглосаксонского и прежде всего нехристианского населения. Сегодня в США проживает вторая по величине еврейская община в мире, хотя до рубежа XIX-XX веков община была значительно меньше. Тенденция снижения антисемитских проявлений в XX веке связана с общим снижением социально одобряемого расизма в США, особенно после Второй мировой войны и Движения за гражданские права.
Тем не менее расизм в целом в США сохраняется, как и антисемитизм. Согласно отчёту ABC News 2007 года, около 34 % американцев сообщили, что испытывают «некоторые расистские чувства». По данным опросов Антидиффамационной лиги, антисемитизм решительно отвергает большинство американцев, 64 % из них похвалили евреев за культурный вклад в историю нации в 2011 году, в то же время 19 % американцев поддерживают антисемитский миф, будто евреи контролируют Уолл-стрит. Отрицания Холокоста в последние годы придерживаются менее 10 % американцев, представляющих либо радикальные оппозиционные силы, либо малообразованную часть населения.

## История

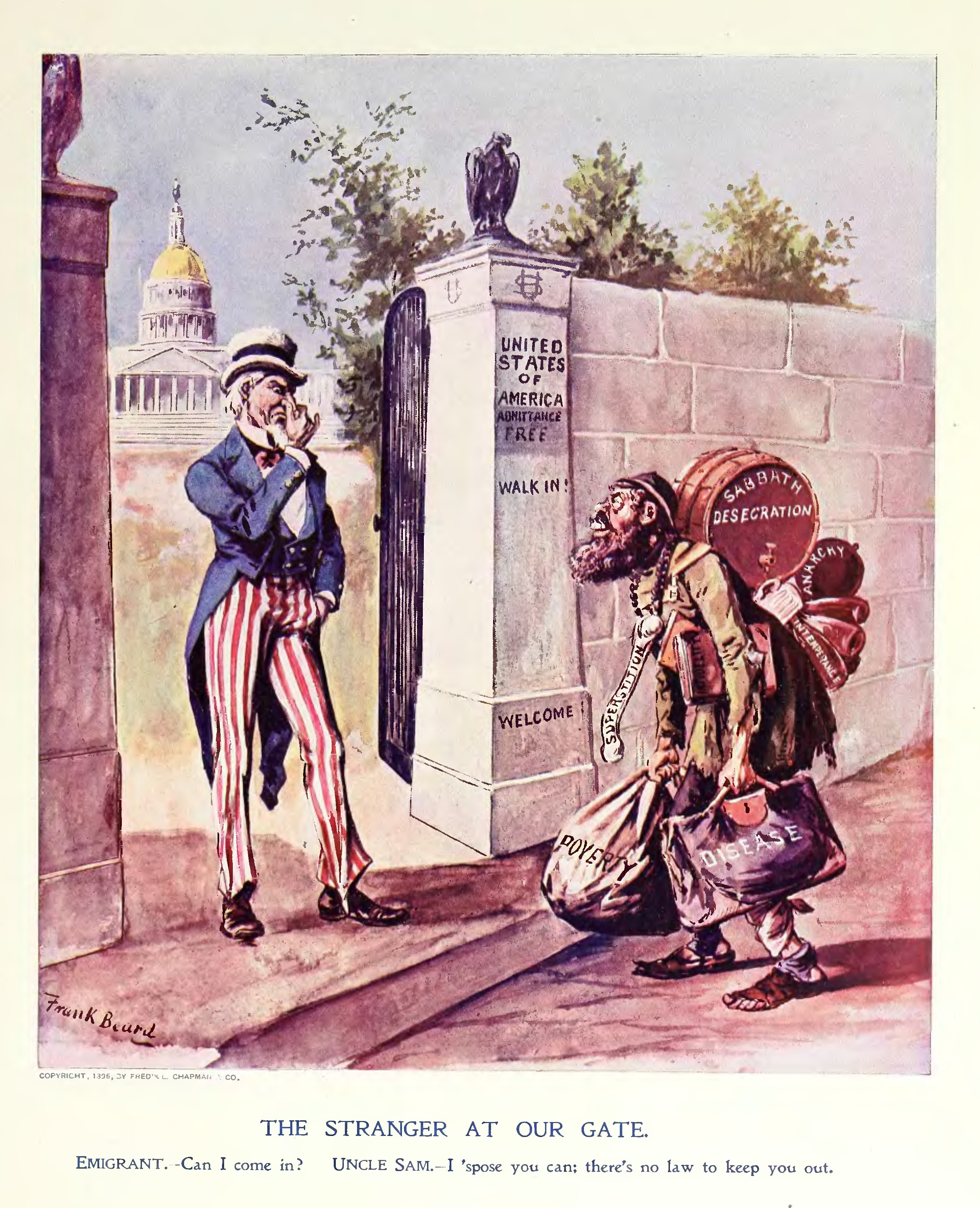
Чужестранец у наших ворот, Фрэнк Бирд, 1890. Антисемитская антииммигрантская карикатура: еврей несёт с собой в США нищету, болезни и анархию

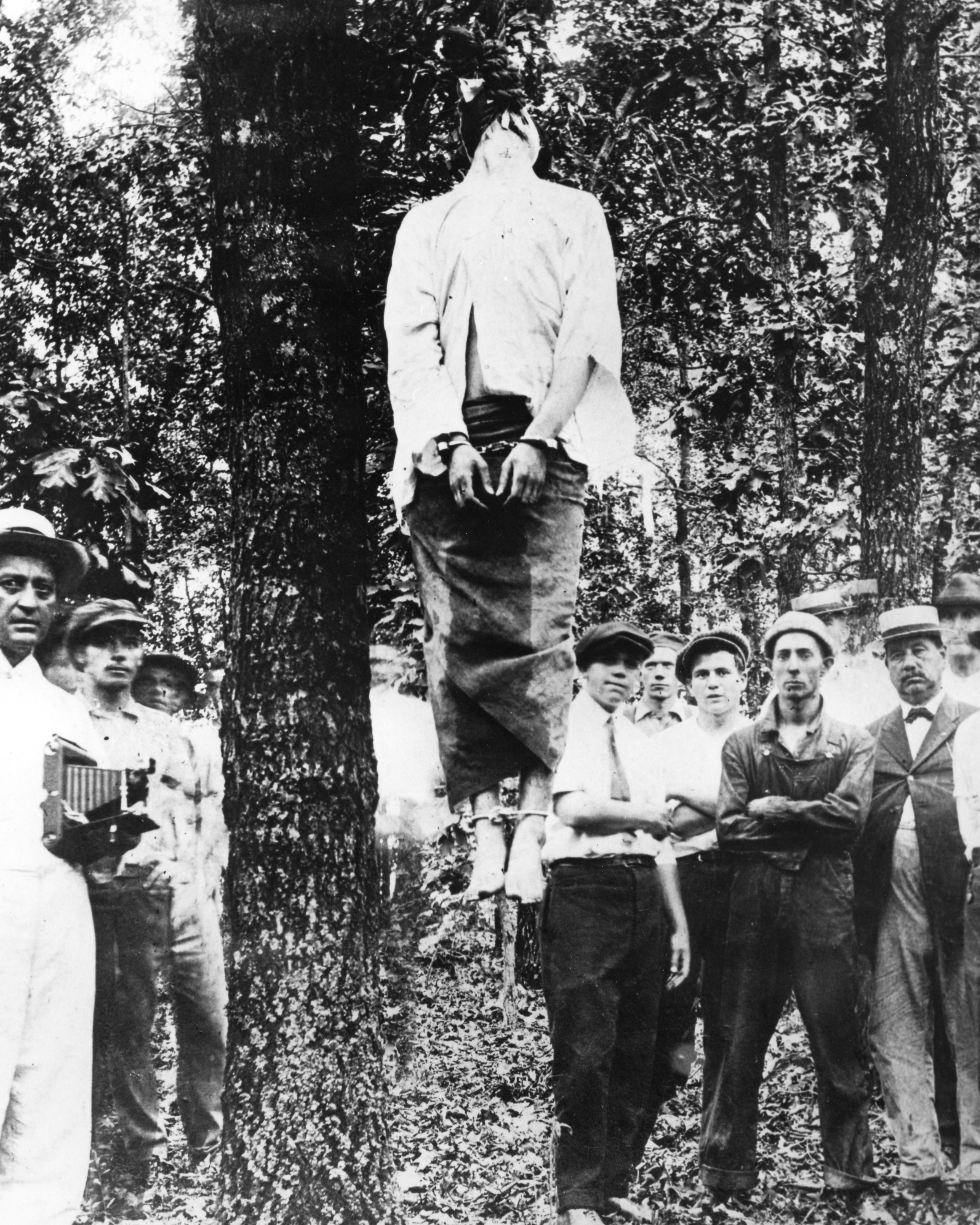
Линчевание Лео Франка, 1915

Антисемитские настроения в США существовали издавна. Так в декабре 1862 года, во время Гражданской войны, генерал Улисс Грант отдал приказ об изгнании евреев из штатов Теннесси, Миссисипи и Кентукки. Это было связано с борьбой с нелегальной торговлей хлопком, а Грант необоснованно считал её участниками прежде всего евреев. От приказа пострадало более сотни еврейских семей. Через две недели президент Линкольн, узнавший об этом приказе, потребовал его отмены. Грант позднее публично раскаялся за свой приказ.
Массовая иммиграция в США, начавшаяся во второй половине XIX века привела к росту антисемитизма. С другой стороны, иммигранты из стран Центральной и Восточной Европы привезли в Америку собственные предрассудки против евреев.
В начале XIX века полиция в нью-йоркском районе Нижний Ист-Сайд нередко арестовывала и избивала евреев за слишком громкие разговоры в парке. В случаях насилия против евреев полиция, состоявшая часто из католиков-ирландцев, принимала сторону погромщиков (также зачастую иммигрантов-католиков).
На юге США всплеск антисемитизма был вызван делом Лео Франка, который в 1913 году был признан виновным в изнасиловании и убийстве девочки на основании сомнительных доказательств, приговорён к смерти, помилован губернатором, а затем выкраден из тюрьмы и подвергнут линчеванию. Это дело привело к созданию Антидиффамационной лиги.
Первый раз «кровавый навет на евреев» случился в США в 1850 году в Нью-Йорке в иммигрантской среде и окончился погромом. В начале XX века обвинения евреев в ритуальном убийстве участились, в 1910-х годах было четыре таких инцидента. Но самым громким был случай в городке Массена в штате Нью-Йорк в 1928 году. Там исчезновение девочки (которая вскоре нашлась) вызвало разговоры о похищении её евреями. В течение двух недель после происшествия жители Массены бойкотировали еврейские магазины.
«Красная угроза» начала 1920-х годов придала американскому антисемитизму новый мотив. Теперь к старым стереотипам еврея: «враг христианства», «бессовестный финансист» и представитель «низшей расы» добавился стереотип «еврей-подрывной элемент». Антисемитскую агитацию в этот период активно вёл Генри Форд, который приобрёл газету The Dearborn Independent, в которой антисемитские статьи, помещавшиеся вначале под рубрикой «Международное еврейство», публиковались в каждом номере газеты в течение 91 недели и продолжали выходить с перерывами до 1927 года. Уже в конце 1920 года первый сборник статей из этой рубрики был издан в виде книги, а в последующие два года было издано ещё три таких сборника. Но в 1927 году еврейские организации США, пригрозив Форду бойкотом автомобилей, производимых его компанией, заставили его закрыть свою газету и принести извинения евреям.
Президент Гарвардского университета Лоренс Лоуэлл заметил, что с 1908 по 1922 год доля студентов-евреев в университете выросла с 6 до 22 %, и предложил ввести процентную норму. Затем такие ограничения на приём евреев ввели и другие университеты. Существовала дискриминация евреев и при приёме на работу, в частности, в больницы.
В середине и конце 1930-х годов, вслед за усилением фашизма в Европе, приходом нацистов к власти в Германии, и в США возникло множество ультраправых, фашистских организаций. В 1933—1934 годах антисемитские радиовыступления священника Чарльза Коглина слушали миллионы. Была создана организация «Христианский фронт», члены которой выставляли пикеты у еврейских торговых заведений, расклеивали антисемитские афиши. Начались осквернения синагог и нападения на евреев, особенно в Нью-Йорке и Бостоне, где полицейские не вмешивались, поскольку только в Нью-Йорке 400 полицейских были членами Христианского фронта. 20 февраля 1939 года в Нью-Йорке состоялся двадцатитысячный антисемитский митинг Германоамериканского союза. 16 сентября 1941 года в Де-Мойне Чарлз Линдберг, знаменитый летчик и сторонник нацистской Германии, заявил: «Величайшая опасность для этой страны — это еврейские власть и влияние в кино, прессе, радио и правительстве».
Вступление США во Вторую мировую войну усилило антисемитские настроения. Распространялись листовки, где утверждалось, что евреи гонят нас на войну, а сами не служат в армии либо служат офицерами, что президент страны Франклин Рузвельт — еврей, что если вы не еврей, то вам не получить военного контракта, что евреи владеют 80 % национального богатства страны.
После окончания войны антисемитизм в США уменьшился. К началу 1960-х годов были отменены последние процентные нормы в университетах США.

### XXI век
В XXI веке антисемитизм, постепенно, стал массовым в кампусах крупнейших университетов, включая Гарвардский. Эта проблема особенно обострилась после нападения ХАМАС на Израиль 7 октября 2023 года. После этого в крупных городах США прошли антиизраильские и антисемитские демонстрации, в том числе с лозунгом «От реки до моря», подразумевающим ликвидацию Государства Израиль. Аналогичные акции состоялись в ряде университетов, после чего по данной проблеме были возбуждены федеральные расследования.
В начале декабря в Палате представителей Конгресса США прошли слушания, на которые конгрессмены вызвали Клодин Гэй из Гарвардского университета, Лиз Мэгилл из Пенсильванского университета и Салли Корнблют из Массачусетского технологического института в связи тем, что реакция университетов на антисемитскую риторику, участившуюся среди студентов, является недостаточной. На этих слушаниях Клодин Гэй на вопрос о том, нарушают ли призывы к геноциду евреев правила в отношении буллинга и харрасмента, ответила, что это зависит от контекста.
74 американских конгрессмена (в основном от Республиканской партии) потребовали отстранить от работы ректоров этих университетов из-за их неспособности бороться со вспышками антисемитизма в кампусах. Несмотря на то, что ХАМАС признан в США террористической организацией, студенты открыто выражают свою поддержку и солидарность с ХАМАС без всяких последствий. Двое студентов Пенсильванского университета Эйяль Якоби и Джордан Дэвис подали против университета судебный иск. Они утверждают, что университет нарушил федеральный закон о гражданских правах и выборочно применяет свои же правила, чтобы «не защищать еврейских студентов от ненависти и преследований». 10 декабря Мэгил подала в отставку. 2 января 2024 года Гэй также подала в отставку, но это связывалось не столько с её антисемитской позицией, сколько со вскрывшимся фактом плагиата в её диссертации.
В декабре 2023 года Палата представителей Конгресса США приняла резолюцию, которая приравняла антисионизм к антисемитизму. За резолюцию проголосовали 311 конгрессменов, против — 14.
21 мая 2024 года два сотрудника посольства Израиля были застрелены вблизи еврейского музея в Вашингтоне (Capital Jewish Museum).